# Miesenbach bei Birkfeld
Miesenbach bei Birkfeld est une commune autrichienne du district de Weiz en Styrie.